# Bokijma
Bokijma (ukrainisch Бокійма; russisch Бокийма/Bokijma, polnisch Bokujma) ist ein Dorf in der Westukraine etwa 10 Kilometer westlich der ehemaligen Rajonshauptstadt Mlyniw und 57 Kilometer südwestlich der Oblasthauptstadt Riwne am Flüsschen Sosnowyk (Сосновик) gelegen.

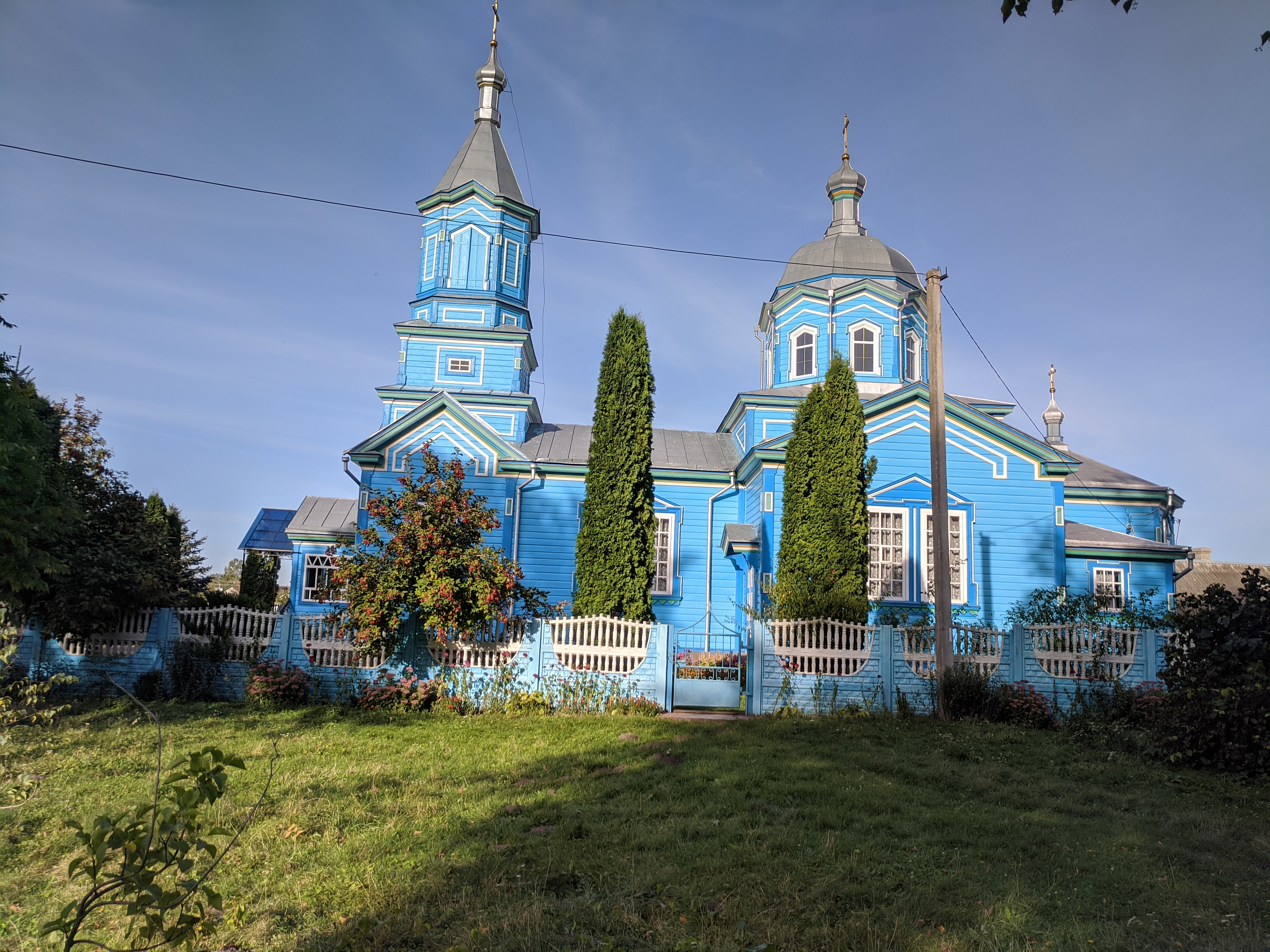
Kirche im Ort

## Geschichte
Der Ort wird 1545 zum ersten Mal schriftlich erwähnt und gehörte bis 1793 in der Woiwodschaft Wolhynien zur Adelsrepublik Polen-Litauen. Mit den Teilungen Polens fiel der Ort an das Russische Reich und lag bis zum Ende des Ersten Weltkriegs im Gouvernement Wolhynien.
Nach dem Ersten Weltkrieg kam der Ort zu Polen (in die Woiwodschaft Wolhynien, Powiat Dubno, Gmina Kniahinin), im Zweiten Weltkrieg wurde er zwischen 1939 und 1941 von der Sowjetunion besetzt. Nach dem Überfall auf die Sowjetunion im Juni 1941 wurde er dann bis 1944 von Deutschland besetzt, dies gliederte den Ort in das Reichskommissariat Ukraine in den Generalbezirk Brest-Litowsk/Wolhynien-Podolien, Kreisgebiet Dubno.
Nach dem Krieg wurde der Ort der Sowjetunion zugeschlagen. Dort kam das Dorf zur Ukrainischen SSR und seit 1991 ist es ein Teil der heutigen Ukraine.

## Verwaltungsgliederung
Am 14. September 2016 wurde das Dorf zum Zentrum der neugegründeten Landgemeinde Bokijma (Бокіймівська сільська громада Bokijmiwska silska hromada). Zu dieser zählen noch die 13 in der untenstehenden Tabelle aufgelistetenen Dörfer, bis dahin bildete es zusammen mit dem Dorf Kosyrschtschyna die Landratsgemeinde Bokijma (Бокіймівська сільська рада/Bokijmiwska silska rada) im Südwesten des Rajons Mlyniw.
Am 17. Juli 2020 wurde der Ort Teil des Rajons Dubno.
Folgende Orte sind neben dem Hauptort Bokijma Teil der Gemeinde:
| Name                     | Name       | Name                        | Name       | Name |
| ukrainisch transkribiert | ukrainisch | russisch                    | polnisch   |      |
| ------------------------ | ---------- | --------------------------- | ---------- | ---- |
| Arschytschyn             | Аршичин    | Аршичин (Arschitschin)      | Arszyczyn  |      |
| Baboloky                 | Баболоки   | Баболоки (Baboloki)         | Babołoki   |      |
| Chorupan                 | Хорупань   | Хорупань                    | Chorupań   |      |
| Holowtschyzi             | Головчиці  | Головчицы (Golowtschizy)    | Hołowczyce |      |
| Klyn                     | Клин       | Клин (Klin)                 | Klin       |      |
| Kosyrschtschyna          | Козирщина  | Козырщина (Kosyrschtschina) | -          |      |
| Krasne                   | Красне     | Красное (Krasnoje)          | Krasne     |      |
| Mjatyn                   | Мятин      | Мятин (Mjatin)              | Miatyń     |      |
| Pekaliw                  | Пекалів    | Пекалов (Pekalow)           | Pekałów    |      |
| Rudlywe                  | Рудливе    | Рудливо (Rudliwo)           | Rudlewo    |      |
| Smordwa                  | Смордва    | Смордва                     | Smordwa    |      |
| Wijnyzja                 | Війниця    | Войница (Woiniza)           | Wojnica    |      |
| Wownytschi               | Вовничі    | Вовничи (Wownitschi)        | Wełnicze   |      |